# フウセンクラゲモドキ
フウセンクラゲモドキ (Haeckelia rubra) はフウセンクラゲに似たクシクラゲの1種。分枝のない触手には刺胞を持つ。このことから本群と刺胞動物との系統関係に関わって注目されてきたが、現在では盗刺胞をする（後述）ものとされている。

## 特徴
体長約5mm、幅2.5mmの小型のクシクラゲ。大きいものは15mmにまでなる。生きている時は全体に淡いピンク色をしている。概形は楕円形で断面は円形。櫛板列は口の反対側の頂端付近から始まって身体の中央を越えて少し下まで届く。1つの櫛板列には20-25の櫛板が並んでいる。咽頭は深く、全長の9割に達する。
2本の触手は櫛状の枝を持たない単一の糸状をなし、体の口側1/4程度の位置から出る。ただし触手の付け根である触手根は口と反対側の頂端に近い位置にあり、そこから下向きに触手鞘が長く伸びて触手の出る位置まで繋がっている。
この触手にはこの類に固有の捕食装置である膠胞がなく、その全長にわたって刺胞が並んでいる。特に触手根からその周辺の触手管の管壁にはその密度が高い。

## 分布と生育環境
最初の発見は地中海であり、その後に日本の和歌山県白浜で発見された。また北アメリカ北西部海岸からも発見された。
南日本の表層で見られる。また太平洋岸に産すとも。

## 習性など
剛クラゲ類の刺胞を取り込む。餌とするのは様々な動物プランクトンであり、これを刺胞を使って捕獲する。クラゲを捕食するとその刺胞を自身の触手に取り込む。

### 盗刺胞について
この種がクシクラゲとしては異例にその触手に刺胞を持つことはその記載直後より知られ、当初はこれが本種自身のものと考えられたが、これが刺胞動物から取り込んだもの、つまり盗刺胞によるとの判断も出され、具体的に剛クラゲ類がその餌であろうとの説も出た。後述のようにこの特徴は刺胞動物と有櫛動物の系統の問題に大きな鍵になるものと考えられたために注目を受けた。この問題に判断がついたのは1980年代であった。飼育観察の結果から、本種にクラゲ以外の動物プランクトンを餌として与えた場合、若い個体では成長が見られるものの刺胞が増加しない。大型の個体では触手が次第に退化して餌を取れなくなってしまうことが示された。更に本種は剛クラゲの1種であるツヅミクラゲを好んで捕獲することが発見された。
盗刺胞を行う動物として有名なのは軟体動物腹足類のミノウミウシ類であるが、この類では餌がほぼ刺胞動物に限定され、その盗刺胞は刺胞動物食に特化したことによる副産物との見方が出来る。それに対し、本種の場合、餌として刺胞動物を捕食するのではあるが、逆にそれによって刺胞を得なければ捕食行動が出来なくなる。つまりクラゲを食うのが刺胞を得るための方法になる、つまり刺胞を得ることがむしろ目的になっている点で、本種の盗刺胞はミノウミウシのそれより1歩進んだものと見ることも出来る。

## 分類
長らくこの属では唯一の種とされた。1989年に第2の種であるゴマフウセンクラゲモドキ H. bimaculata が記載されている。
なお、本種の学名としては長く Euchloa rubra がより頻繁に使用されてきた。

## 系統の問題など
このクラゲはいわゆる腔腸動物の系統の問題では常に取り上げられてきた。現在では刺胞動物と有櫛動物は独立した動物門として扱われているが、かつてはいずれもが腔腸動物門にまとめられ、少なくとも系統的に近縁なものであると考えられていた。この2群は口はあるが消化管は袋になって出口がない。またその身体は二胚葉性と考えられていた。つまり発生の段階では原腸胚の構造を持つもので、しかも両者共にクラゲの形のものがある。
ただし両者は重要な特徴ではっきりと異なる。すなわち刺胞動物のクラゲでは触手は傘の縁や口の縁にあってその形は糸状の他様々である。また捕食などに用いられる刺胞がある。これに対して有櫛動物のクラゲでは触手は口にも傘の縁にもなく、普通は1対ある触手は基本的には櫛状である。また刺胞はなく、この群に固有の構造として膠胞がある。
それでもこの両者は近縁であり、おそらく刺胞動物のクラゲから有櫛動物が派生したとの考えがある時期までは広く受け入れられていた。1980年代の議論でも両者の直接な類縁関係を唱える説や、ヒドロ虫綱剛クラゲ目から由来したという説などが唱えられていた。
その点でこのクラゲは注目された。というのはこのクラゲはクシクラゲの基本的な体制を持ちながら触手は櫛状ではなく糸状であり、また膠胞を持たず、その代わりに刺胞を持っている。そのために刺胞動物と有櫛動物の中間型であるとの見方があったのである。これに対して、この刺胞が本種自身のものではなく、餌として食べたクラゲに由来するものではとの疑問は1960年代より指摘されていた。それが上記のように本種が盗刺胞をするものと分かったことから、この判断は捨てられることになった。

## 研究史
本種の記載は1856年、地中海でGegenbauer による。さらに1880年にその触手の刺胞が確認されたことで上記のような観点から本種は注目を浴びることになった。1942年には白浜で採集された4個体を元に駒井卓、時岡隆が検討を行い、本種が間違いなく刺胞を持つこと、それが刺胞が本種自身のものであろうとの判断を下した。ただし駒井は後にその刺胞が本種が摂食したクラゲに由来するものである可能性を示唆した。この時期にはその両論が並列したが、やはり刺胞が本種自身のもので、その存在が刺胞動物と有櫛動物が系統的に結びつくことの証拠と考えられた。しかし1980年代になって本種の刺胞が餌となったクラゲに由来するとの証拠が示されるようになり、本種が盗刺胞をするものとの判断が確定した。